# Королевские гонки Ру Пола
«Королевские гонки Ру Пола» (англ. RuPaul’s Drag Race) — американское конкурсное реалити-шоу, созданное продакшн-компанией «World of Wonder» для Logo TV и, начиная с девятого сезона, для VH1. Шоу рассказывает о Ру Поле, находящемся в поисках «следующей дрэг-квин суперзвезды Америки». Ру Пол исполняет роль ведущего, наставника и главного судьи в этом шоу, где конкурсантам каждую неделю дают различные задания. В шоу работает судебная коллегия, в состав которой входит Ру Пол, Мишель Визаж, Росс Мэтьюс, Карсон Крессли и множество других приглашенных судей, которые оценивают прогресс конкурсантов на протяжении всего соревнования. Название шоу является игрой слов слов дрэг-квин и Дрэг-рейсинг, а также название и песня «Drag Race» оба имеют тему дрэг-рейсинга.
По состоянию на июнь 2025 года в «Королевских гонках Ру Пола» представлено 17 завершившихся сезонов. Успех шоу сподвигнул продюсеров на создание спин-офф «RuPaul’s Drag U» и «RuPaul’s Drag Race: All Stars». Шоу стало самой популярной телевизионной программой на Logo TV и на международном уровне, в том числе в Австралии, Канаде и Великобритании. Программа принесла RuPaul награду Emmy 2016 «выдающийся ведущий реалити-шоу или конкурсном реалити-шоу», а само шоу было награждено как «выдающееся реалити-шоу» на 21-й премии GLAAD Media Awards. Оно было номинировано на 4 премии Выбор телевизионных критиков, включая «Лучшее реалити-шоу» — ведущий конкурса и ведущий лучшего реалити-шоу для RuPaul, и было номинировано на премию Creative Art Emmy Award за «выдающийся макияж для мультикамерной серии или специальный (без протезирования)».

## Формат
Кастинг объявляется в интернете, где потенциальные участники предоставляют записи для прослушивания. Все отобранные конкурсанты должны быть не младше 21 года на момент съемок. Принимаются заявки от конкурсантов любой сексуальной ориентации или гендерной идентичности. Трансгендерные женщины имеют право участвовать в соревнованиях и становятся все более распространенным явлением по мере развития сезонов. Sonique из второго сезона стала первой открыто трансгендерной участницей. Она совершила трансгендерный камин-аут во время эпизода воссоединения 2-го сезона. Monica Beverly Hillz, из пятого сезона, стала первой трансгендерной женщиной, раскрывшей свой статус во время соревнований. Другие участники начали трансгендерный переход после их устранения. Carmen Carrera, участница третьего сезона, объявила о своем переходе во время эпизода Primetime ABC: What Would You Do? Участница 4-го сезона Kenya Michaels объявила о своем переходе через Facebook и Twitter. Среди других трансгендерных участниц — Stacy Layne Matthews, Jiggly Caliente, Gia Gunn и Peppermint.
RuPaul играет две роли в шоу. USA Today’s Lifeline объясняет: «RuPaul как дрэг-квин станет последним словом в суждениях и исключениях, в то время как RuPaul мужчина будет давать конкурсантам рекомендации по каждому испытанию».  Каждый эпизод (за исключением специального кастинга, эпизода краткого повтора и специального воссоединения) следует формату, состоящему из мини-задачи, главной задачи, проходке конкурсанток по подиуму, судейской коллегии и ликвидации участника. Были некоторые исключения из эпизодов, включая эпизоды с двойным исключением, эпизоды без исключения, дисквалификации участника и удаление участника из-за травмы.

### Мини-задачи
В мини-задаче каждому участнику предлагается выполнить задание с разными требованиями и временными ограничениями. Некоторые мини-задачи повторяются от сезона к сезону. Например, первая мини-задача первых шести сезонов — фотосессия с фотографом Майком Руисом, которая включает в себя какой-то скрытый подвох (например, обливание водой при полном образе, включение мощного вентилятора во время съемок или фотографироваться во время прыжка на батуте). Еще одна повторяющаяся мини-задача посвящена «чтению», термину драг-королев, обозначающему колкие комментарии в отношении собеседника для создания комедийного эффекта. Победитель мини-задачи  вознаграждается преимуществом в главном испытании, денежным или материальным призом.

### Основные испытания
Требования главного испытания варьируются в каждом эпизоде. Они могут быть как индивидуальными, так и парными или групповыми. До шестого сезона победителям испытания иногда вручался иммунитет, позволяющий избежать исключения в следующем эпизоде. Победитель главной задачи также получает «специальный» приз за свою победу. В прошлом победители конкурса были награждены призами, включая индивидуальную дизайнерскую одежду, каникулы, круизы и качественные косметические предметы.
Цель каждой основной задачи связана с новой темой и влияет на результат наравне с образом, исполненным на подиуме. Участникам часто предлагается спроектировать и создать индивидуальный наряд, иногда включающий нетрадиционные материалы. Другие задачи заключаются в способности конкурсантов исполнять роль в театральной постановке, мюзикле или в вымышленном телесериале, пение, либо стенд-ап. Некоторые испытания становились традиционными в течение нескольких сезонов.

### Судейство
| Судья           | Сезон    | Сезон    | Сезон    | Сезон    | Сезон    | Сезон    | Сезон         | Сезон         | Сезон         | Сезон         | Сезон         | Сезон         | Сезон         | Сезон         | Сезон         | Сезон         | Сезон         |
| Судья           | 1        | 2        | 3        | 4        | 5        | 6        | 7             | 8             | 9             | 10            | 11            | 12            | 13            | 14            | 15            | 16            | 17            |
| --------------- | -------- | -------- | -------- | -------- | -------- | -------- | ------------- | ------------- | ------------- | ------------- | ------------- | ------------- | ------------- | ------------- | ------------- | ------------- | ------------- |
| Ру Пол          | Основной | Основной | Основной | Основной | Основной | Основной | Основной      | Основной      | Основной      | Основной      | Основной      | Основной      | Основной      | Основной      | Основной      | Основной      | Основной      |
| Merle Ginsberg  | Основной | Основной |          |          |          |          | Гость         |               |               |               |               |               |               |               |               |               |               |
| Santino Rice    | Основной | Основной | Основной | Основной | Основной | Основной | Гость         |               |               |               |               |               |               |               |               |               |               |
| Michelle Visage |          |          | Основной | Основной | Основной | Основной | Основной      | Основной      | Основной      | Основной      | Основной      | Основной      | Основной      | Основной      | Основной      | Основной      | Основной      |
| Billy B         |          |          | Основной | Основной |          |          |               |               |               |               |               |               |               |               |               |               |               |
| Ross Mathews    |          |          |          | Гость    |          |          | Повторяющийся | Повторяющийся | Повторяющийся | Повторяющийся | Повторяющийся | Повторяющийся | Повторяющийся | Повторяющийся | Повторяющийся | Повторяющийся | Повторяющийся |
| Carson Kressley |          |          |          |          |          |          | Повторяющийся | Повторяющийся | Повторяющийся | Повторяющийся | Повторяющийся | Повторяющийся | Повторяющийся | Повторяющийся | Повторяющийся | Повторяющийся | Повторяющийся |
| Ts Madison      |          |          |          |          |          |          |               |               |               |               |               |               | Гость         | Гость         | Повторяющийся | Повторяющийся | Повторяющийся |
| Law Roach       |          |          |          |          |          |          |               |               |               |               |               |               |               |               |               | Гость         | Повторяющийся |

Начиная с седьмого сезона, Мишель Визаж, Росс Мэтьюс и Карсон Крессли являются основными судьями, наравне с Ру Пол. Визаж присоединилась к шоу в начале 3 сезона, в то время как Мэтьюс и Крессли присоединились к началу 7-го сезона, и каждый из них присоединяется к Ру Пол и Визаж в альтернативных эпизодах. Прошлые основные судьи включают Мерл Гинзбург, которая была постоянным судьей в первые два сезона, и Сантино Райс, который занимал свою позицию с первого сезона до окончания шестого. До 8 сезона Райс был единственным человеком, помимо Ру Пол, принимавшем участие в каждом сезоне шоу, выступая в качестве основного судьи в течение сезонов с первого по шестой, и Всё Звёзды 1, и гостевого судьи седьмого сезона. В тех случаях, когда Райс отсутствовал, его заменяли визажистом Билли Брэсфилд (более известным как Билли Би), Майк Руиз, Джеффри Морэн (исполнительным директором Absolut Vodka) или Люшен Пиани. Однако из-за многочисленных выступлений Брэсфилд в сезонах три и четыре, включая появление в эпизодах воссоединения обоих сезонов, Райс и Билли Би считаются альтернативными в течение двух сезонов.
До большого финала, к трем главным судьям присоединялись один — два судьи-знаменитости каждую неделю. В состав жюри вошли Пола Абдул, Памела Андерсон, Eve, Ариана Гранде, Нил Патрик Харрис, Кэти Гриффин, Хлои Кардашьян, Ла Тойя Джексон, Адам Ламберт, Деми Ловато, модельер Боб Маки, Роуз Макгоуэн, Оливия Ньютон-Джон, Ребекка Ромейн, Джиджи Хадид, Шэрон Осборн, Дэн Сэвидж, Джон Уотерс, Мишель Уильямс, Кэндис Кейн и Леди Гага.
Каждый из судей высказывает свое мнение о выступлениях участников в главном испытании и на подиуме, после чего Ру Пол сообщает, какая королева является победителем в данном испытании, а какие две из них являются самыми слабыми. За день до судейской критики конкурсантам предоставляется песня женщины-исполнителя, текст которой они должны знать, если окажутся в двойке худших, и им предстоит липсинковать (спеть под фанеру). Участники, которые считаются худшими двумя, должны «липсинковать (спеть под фанеру) за свою жизнь» в последней попытке произвести впечатление на Ру Пола. Далее Ру Пол самостоятельно решает, кто остается и кто уходит. Ру Пол описывает качества, которые конкурсанты должны иметь, чтобы стать победителем шоу — это «харизма, уникальность, нервная устойчивость и талант… Это люди, которые приняли невзгоды и превратили их в нечто прекрасное и что-то мощное». Фраза «харизма, уникальность, нервная устойчивость и талант» неоднократно используется в шоу, аббревиатурой которой является CUNT (Charisma, Uniqueness, Nerve, and Talent). В первый сезон Все Звёзды была добавлена «Синергия», объясняя участникам почему они были объеденены в команды (расширяя акроним в CUNTS).

### Распакованные
Первый сезон Королевских гонок сопровождался семисерийным веб-сериалом под названием «Под капотом Королевских гонок Ру Пола». LOGOonline опубликовал веб-эпизод «Под капотом» после каждого эпизода «Королевских гонок». В этой серии Ру Пол представляет документальный фильм о разговоре участников в зеленой комнате, повторяет соответствующие моменты из «Королевских гонок» и показывает удаленные видеоматериалы.
Начиная со второго сезона «Королевских гонок» в 2010 году, Logo переформатировал «Под капотом», увеличил его бюджет на производство, переместил его из Интернета на телевидение и переименовал его в «Королевские гонки Ру Пола: Расправленные». Logo транслировал эпизод «Расправленные» после каждого эпизода «Королевских гонок». «Расправленные» заменяет основную зеленую комнату «Под капотом» двумя декоративными комнатами, которые были до 6-го сезона, спонсируемыми Absolut Vodka и Interior Illusions, Inc.: Лаунж иллюзий интерьера и Золотым баром. FormDecor спонсировал Зал в сезоне 6. Эти две закулисные площадки позволяют вести отдельный групповой разговор между участниками.
В начале седьмого сезона «Королевских гонок», «Расправленные» вернулась к веб-сериалу как часть страницы «World of Wonder» на YouTube. Вместо двух украшенных комнат «Расправленные» было перемещено обратно в одну комнату, пустое пространство закулисной комнаты, которое соединяется с главной сценой и рабочей комнатой, с диваном для участников, на котором можно поболтать. Недавно обновленная версия также следует за участниками после их исключения из шоу, документируя их упаковку их вещей и выезд из шоу. Формат веб-серий продолжался в восьмом и девятом сезонах.
Название серии «Расправленные» в оригинале звучит как «Untucked», что подразумевает под собой процесс снятия липкой ленты с гениталий, наложенной перед выступлением Драг Куин для создания иллюзии женских гениталий.

## Регулярные сезоны
| Сезон | Премьера   | Финал      | Победительница     | Второе место             | «Мисс Конгениальность»       | Обладательницы специальных титулов                                                    | Призы |
| ----- | ---------- | ---------- | ------------------ | ------------------------ | ---------------------------- | ------------------------------------------------------------------------------------- | --- |
| 1     | 02.02.2009 | 23.03.2009 | Биби Захара Бене   | Нина Флауэрс             | Нина Флауэрс                 | -                                                                                     | - $ 20 000, любезно предоставленных V&S Group (производителями Absolut Vodka) и MAC Cosmetics - Топ-биллинг в туре Logo TV Drag Race, спонсируемым Absolut Vodka - Участие в рекламной кампании для LA Eyeworks - Разворот в журнале Paper - Корона от Fierce Drag Jewels                                                        |
| 2     | 01.02.2010 | 26.04.2010 | Тайра Санчез       | Рейвен                   | Пандора Бокс                 | -                                                                                     | - $ 25 000 - Годовой запас косметики NYX Cosmetics и возможность стать лицом NYXCosmetics.com - Топ-биллинг в туре Logo TV Drag Race, спонсируемым Absolut Vodka - Участие в рекламной кампании для LA Eyeworks - Однолетний контракт с фирмой по связям с ЛГБТ общественностью Project Publicity - Корона от Fierce Drag Jewels |
| 3     | 24.01.2011 | 02.05.2011 | Ража               | Манила Лузон             | Яра София                    | -                                                                                     | - $ 75 000 - Годовой запас косметики Kryolan - Топ-биллинг в туре Logo TV Drag Race, спонсируемым Absolut Vodka - Корона от Fierce Drag Jewels |
| 4     | 30.01.2012 | 30.04.2012 | Шэрон Нидлз        | Чад Майклс Фи Фи О’Хара  | Латрис Роял                  | -                                                                                     | - $ 100 000 - Годовой запас косметики NYX - Топ-биллинг в туре Logo TV Drag Race, спонсируемым Absolut Vodka - Отдых, любезно предоставленный ALandCHUCK.travel - Корона от Fierce Drag Jewels |
| 5     | 28.01.2013 | 06.05.2013 | Джинкс Монсун      | Аляска Рокси Эндрюс      | Айви Уинтерс                 | -                                                                                     | - $ 100 000 - Коллекция косметики ColorEvolution - Топ-биллинг в туре Logo TV Drag Race, спонсируемым Absolut Vodka - Отдых, любезно предоставленный ALandCHUCK.travel - Корона от Fierce Drag Jewels |
| 6     | 24.02.2014 | 19.05.2014 | Бьянка Дель Рио    | Адор Делано Кортни Акт   | БенДеЛаКрем                  | -                                                                                     | - $ 100 000 - Коллекция косметики ColorEvolution - Корона и скипетр от Fierce Drag Jewels |
| 7     | 02.03.2015 | 01.06.2015 | Вайолет Чачки      | Джинджер Минж Пёрл       | Катя                         | -                                                                                     | - $ 100 000 - Годовой запас косметики Anastasia Beverly Hills - Корона и скипетр от Fierce Drag Jewels |
| 8     | 07.03.2016 | 16.05.2016 | Боб Королева Драга | Ким Чи Наоми Смоллс      | Синтия Ли Фонтейн            | -                                                                                     | - $ 100 000 - Годовой запас косметики Anastasia Beverly Hills - Корона и скипетр от Fierce Drag Jewels |
| 9     | 24.03.2017 | 23.06.2017 | Саша Велюр         | Пепперминт               | Валентина                    | -                                                                                     | - $ 100 000 - Годовой запас косметики Anastasia Beverly Hills - Корона и скипетр из Шандара |
| 10    | 22.03.2018 | 28.06.2018 | Аквария            | Эврика Кэмерон Майклз    | Моне Экс Чейндж              | -                                                                                     | - $ 100 000 - Годовой запас косметики Anastasia Beverly Hills - Корона и скипетр от Fierce Drag Jewels |
| 11    | 28.02.2019 | 30.05.2019 | Иви Оддли          | Брук Линн Хайтс          | Нина Уэст                    | -                                                                                     | - $ 100 000 - Годовой запас косметики Anastasia Beverly Hills - Корона и скипетр от Fierce Drag Jewels |
| 12    | 28.02.2020 | 29.05.2020 | Джейда Эссенс Холл | Кристал Метид Джиджи Гуд | Хайди Н. Клозет              | -                                                                                     | - $ 100 000 - Годовой запас косметики Anastasia Beverly Hills - Корона и скипетр от Fierce Drag Jewels |
| 13    | 01.01.2021 | 23.04.2021 | Симон              | Кэнди Мьюз               | Лала Ри                      | Лала Ри ("Золотой Пинок ")                                                            | - $ 100 000 - Годовой запас косметики Anastasia Beverly Hills - Корона и скипетр от Fierce Drag Jewels |
| 14    | 07.01.2022 | 22.04.2022 | Уиллоу Пилл        | Леди Кэмден              | Корнбрэд «Де Снэк»           | Мэдди Морфозис ("Золотой Пинок")                                                      | - $ 150 000 на базе CashApp - Годовой запас косметики Anastasia Beverly Hills - Скипетр и корона от Fierce Drag Jewels |
| 15    | 06.01.2023 | 14.04.2023 | Саша Колби         | Анитра                   | Малэйжа Бейбидолл Фокс       | Салина ЭсТитис ("Золотой Пинок")                                                      | - $ 200 000 на базе CashApp - Годовой запас косметики Anastasia Beverly Hills - Скипетр и корона от Fierce Drag Jewels |
| 16    | 05.01.2024 | 19.04.2024 | Нимфия Винд        | Сапфира Кристал          | Сапфира Кристал Ксунами Мьюз | Морфин Лав Дион (королева "Она Уже Своё Получила Аманда Тори Митинг ("Золотой Пинок") | - $ 200 000 на базе CashApp - Годовой запас косметики Anastasia Beverly Hills - Скипетр и корона от Fierce Drag Jewels |
| 17    | 03.01.2025 | 18.05.2025 | Онья Нёрв          | Джуэлс Спарклс           | Кристал Энви                 | Сьюзи Тут (королева "Она Уже Своё Получила"                                           | - $ 200 000 на базе TodayTix - Годовой запас косметики Anastasia Beverly Hills - Скипетр и корона от Fierce Drag Jewels |

## Сезоны "Всех Звёзд"
| Сезон | Премьера   | Финал      | Победительница                 | Второе место                      | Обладательницы специальных титулов     | Призы |
| ----- | ---------- | ---------- | ------------------------------ | --------------------------------- | -------------------------------------- | --- |
| 1     | 22.10.2012 | 26.11.2012 | Чад Майклс                     | Рейвен                            | -                                      | - $ 100 000 - Желанное место в зале славы Королевских гонок - Годовой запас косметики MAC Cosmetics - Отдых, любезно предоставленный ALandCHUCK.travel - Корона от Fierce Drag Jewels |
| 2     | 25.08.2016 | 27.10.2016 | Аляска                         | Катя Детокс                       | -                                      | - $100 000 - Желанное место в зале славы Королевских гонок - Годовой запас косметики Anastasia Beverly Hills - Корона и скипетр от Fierce Drag Jewels                                 |
| 3     | 25.01.2018 | 15.03.2018 | Трикси Маттел                  | Кеннеди Дэвенпорт                 | -                                      | - $100 000 - Желанное место в зале славы Королевских гонок - Годовой запас косметики Anastasia Beverly Hills - Корона и скипетр от Fierce Drag Jewels                                 |
| 4     | 14.12.2018 | 15.02.2019 | Моне Экс Чейндж Тринити зе Так | -                                 | -                                      | - $100 000 - Желанное место в зале славы Королевских гонок - Годовой запас косметики Anastasia Beverly Hills - Корона и скипетр от Fierce Drag Jewels                                 |
| 5     | 05.06.2020 | 24.07.2020 | Шей Кулей                      | Джуджуби Миз Крэкер               | -                                      | - $100 000 - Желанное место в зале славы Королевских гонок - Годовой запас косметики Anastasia Beverly Hills - Корона и скипетр от Fierce Drag Jewels                                 |
| 6     | 24.06.2021 | 02.09.2021 | Кайли Соник Лав                | Эврика! Джинджер Минж Ража О’Хара | -                                      | - $100 000 - Желанное место в зале славы Королевских гонок - Годовой запас косметики Anastasia Beverly Hills - Корона и скипетр от Fierce Drag Jewels                                 |
| 7     | 20.05.2022 | 29.07.2022 | Джинкс Монсун                  | Моне Экс Чейндж                   | Ража (королева "Она Уже Своё Получила" | - $ 200 000 - Желанное место в зале славы Королевских гонок - Годовой запас косметики Anastasia Beverly Hills - Корона и скипетр от Fierce Drag Jewels                                |
| 8     | 12.05.2023 | 21.07.2023 | Джимбо                         | Кэнди Мьюз                        | Лала Ри (королева "Игр Славы.")        | - $ 200 000 - Желанное место в зале славы Королевских гонок - Годовой запас косметики Anastasia Beverly Hills - Корона и скипетр от Fierce Drag Jewels                                |
| 9     | 17.05.2024 | 26.07.2024 | Анжерия Пэрис ВанМайклс        | Рокси Эндрюс Ванесса Вэнджи       | -                                      | - Пожертвование в размере 200 000 долларов США на благотворительность по выбору королевы - Годовой запас косметики Anastasia Beverly Hills - Корона и скипетр от Fierce Drag Jewels   |

Примечания
1. ↑  Награда "Золотой Пинок" ("Golden Boot") присуждается на худший образ на подиуме.
2. ↑  Титул "Она Уже Своё Получила" присуждается королевам, которые одержали победу на проводимом перед финалом липсинк-турнире ("LaLaPaRuZa Smackdown") между участницами, не дошедшими до финала. Помимо титула королева получает 50 000 $
3. ↑  Аманда - первая королева, получившая "Золотой Пинок" не во время сезона, а на специальном шоу-воссоединении "Bring Back My Girls", организованном на DragCon LA 2024.
4. ↑  Титул "королева "Игр Славы" давался по итогам онлайн-голосования за участницу с лучшими образами на подиум, которые она не смогла показать из-за того, что выбыла раньше финала.